# Bahnstrecke Fünfstetten–Monheim
| |                      |                                    |                                    |
| Kursbuchstrecke: | 411c (1946, 1960)    |                                    |                                    |
| Streckenlänge: | 5,59 km              |                                    |                                    |
| Spurweite: | 1435 mm (Normalspur) |                                    |                                    |
| Maximale Neigung: | 20 ‰                 |                                    |                                    |
| Minimaler Radius: | 300 m                |                                    |                                    |
| |                      |                                    |                                    |
| \| \| \| von Donauwörth \| \| \| \| 0,00 \| Fünfstetten \| 502 m \| \| \| \| nach Treuchtlingen \| \| \| \| 0,64 \| Eigentumsgrenze DB / Stadt Monheim \| Eigentumsgrenze DB / Stadt Monheim \| \| \| 2,69 \| Flotzheim \| Flotzheim \| \| \| \| Bundesstraße 2 \| \| \| \| 5,59 \| Monheim (Schwab) \| 513 m \| \| \| \| \| \| \| Quellen: [1][2] \| \| \| \| |                      |                                    |                                    |
| Strecke |                      | von Donauwörth                     | von Donauwörth                     |
| ehemaliger Bahnhof | 0,00                 | Fünfstetten                        | 502 m                              |
| Abzweig ehemals geradeaus und nach links |                      | nach Treuchtlingen                 | nach Treuchtlingen                 |
| Grenze (Strecke außer Betrieb) | 0,64                 | Eigentumsgrenze DB / Stadt Monheim | Eigentumsgrenze DB / Stadt Monheim |
| Haltepunkt / Haltestelle (Strecke außer Betrieb) | 2,69                 | Flotzheim                          | Flotzheim                          |
| Strecke mit Straßenbrücke (Strecke außer Betrieb) |                      | Bundesstraße 2                     | Bundesstraße 2                     |
| Kopfbahnhof Streckenende (Strecke außer Betrieb) | 5,59                 | Monheim (Schwab)                   | 513 m                              |
| |                      |                                    |                                    |
| Quellen: |                      |                                    |                                    |

Die Bahnstrecke Fünfstetten–Monheim war eine Nebenbahn in Bayern. Sie zweigte in Fünfstetten von der Bahnstrecke Donauwörth–Treuchtlingen ab und führte auf der Fränkischen Alb nach Monheim. Zuletzt als städtische Infrastruktur der Stadt Monheim betrieben, wurde die Strecke nach Kündigung des Anschlussvertrages 1999 stillgelegt und nachher abgebaut.

## Geschichte
Die Nebenbahn Fünfstetten–Monheim wurde am 1. Oktober 1906 gleichzeitig mit der zweigleisigen Hauptbahn Donauwörth–Treuchtlingen in Betrieb genommen.

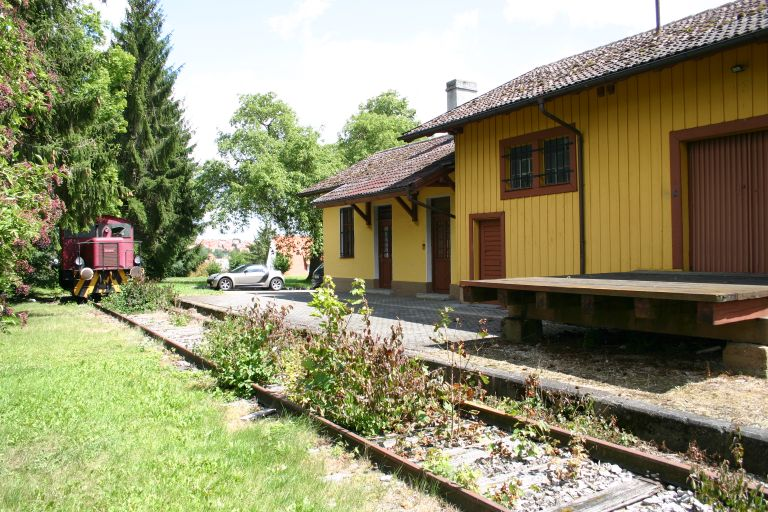
Bahnhof Monheim im Juli 2007

Der Personenverkehr auf der 5,6 Kilometer langen Strecke wurde am 29. Mai 1960 eingestellt. Die Stadt Monheim pachtete daraufhin die Strecke, um die Anbindung für den Güterverkehr aufrechtzuerhalten. Die Bedienung erfolgte weiterhin durch die Deutsche Bundesbahn. Da diese an einer Weiterführung nicht interessiert war, kaufte die Stadt Monheim die Strecke zum 1. Januar 1971. Das Verkehrsaufkommen betrug damals etwa acht bis zehn Wagenladungen wöchentlich. Der Personenzughalt in Fünfstetten wurde zum Sommerfahrplan 1981 aufgelassen. Zum 1. Mai 1999 wurde der Anschluss in Fünfstetten durch DB Cargo gekündigt und die Gleise auf DB-Seite wurden abgebaut.

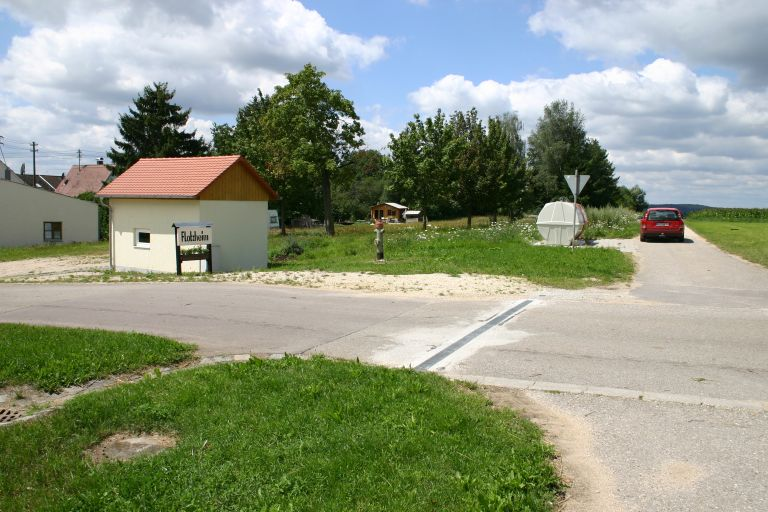
Haltepunkt Flotzheim im Juli 2007

Zur Versorgung der Lokomotiven war in Monheim eine hölzerne Kohlenbühne vorhanden. Der Wasservorrat musste im Lokschuppen aus einem dort eingebauten Hochbehälter ergänzt werden. Der Lokschuppen, der in seiner ursprünglichen Form erhalten blieb, wurde zum Wohnhaus mit LKW-Garage umfunktioniert. Ein Einfahrsignal bayerischer Bauart war vorhanden, das vom Lokschuppen aus bedient wurde. Das Empfangsgebäude und der größere hölzerne Güterschuppen in Monheim dienen heute dem örtlichen Brieftaubenzüchterverein als Vereinsheim.

## Betrieb als Museumsbahn
Von 1981 bis 1997 wurde die Strecke als Museumsbahn durch den Eisenbahnclub München bzw. das Bayerische Eisenbahnmuseum in Nördlingen nachgenutzt.
Für den Museumszug wurde zunächst die Dampflok Luci (gebaut 1916 bei Orenstein & Koppel, Berlin), später die Dampflok Ries (1941 bei Henschel als zweiachsige Werklok vom Typ B250 „Riebeck“ gebaut und als Lok 9 an das Hochofenwerk Lübeck geliefert) eingesetzt. Von 1995 bis 1996 kam die 86 333 zum Einsatz.
Vor dem Gebäude auf einem kurzen Gleisstück ist die Gmeinder-Diesellokomotive Südzucker AG, Werk Rain/Lech 2 (V 5064/1957, 130 PS, B-dh) aufgestellt, die bei der Münsinger Erdbau in Tagmersheim und auf der Museumsbahn Monheim-Fünfstetten eingesetzt war.